# Willemsia calceola
Willemsia calceola is een eenoogkreeftjessoort uit de familie van de Cylindropsyllidae. De wetenschappelijke naam van de soort is voor het eerst geldig gepubliceerd in 1993 door Huys & Conroy-Dalton.